# فيرنون سينجر
فيرنون سينجر هو سياسي كندي، ولد في 26 مارس 1919، وتوفي في 20 سبتمبر 2003 في تورونتو في كندا. حزبياً، نشط في الحزب الليبرالي في أونتاريو ‏. وقد انتخب عضو برلمان مقاطعة أونتاريو.